# Saison 1967-1968 du CR Belcourt
Pour un article plus général, voir CR Belouizdad.
Chronologie
Saison précédente Saison suivante
La saison 1967-1968 du CR Belcourt est la 6e saison du club en première division du championnat d'Algérie.

## Compétitions

### Championnat

#### Rencontres
| Date             | J           | Adversaire     | Lieu | Résultat | Buteurs pour le CRB                       | Références |
| MATCHES ALLER    |             |                |      |          |                                           |            |
| 1er octobre 1967 | 1re journée | USM Annaba     | dom. | 4-1      |                                           |            |
| 8 octobre 1967   | 2e journée  | ES Sétif       | ext. | 1-0      |                                           |            |
| 15 octobre 1967  | 3e journée  | JSM Skikda     | dom. | 4-0      |                                           |            |
| 22 octobre 1967  | 4e journée  | NA Hussein Dey | ext. | 0-3      | Kalem Mokhtar 8e 61e 70e                  |            |
| 29 octobre 1967  | 5e journée  | USM Bel-Abbès  | dom. | 1-0      | Lemoui 40e                                |            |
| 5 novembre 1967  | 6e journée  | MC Oran        | ext. | 1-1      | Selmi 56e                                 |            |
| 19 novembre 1967 | 7e journée  | MC Saïda       | dom. | 5-2      | Kalem 19e 47e 70e 89e, Abbes ?            |            |
| 3 décembre 1967  | 8e journée  | ES Guelma      | ext. | 0-0      | -                                         |            |
| 17 décembre 1967 | 9e journée  | RC Kouba       | dom. | 4-2      | Hamid Bacha 16e 23e, Djemaa 70e Selmi 84e |            |
| 7 janvier 1968   | 10e journée | ASM Oran       | ext. | 1-0      |                                           |            |
| 21 janvier 1968  | 11e journée | MO Constantine | dom. | 4-1      |                                           |            |
| MATCHS RETOUR    |             |                |      |          |                                           |            |
| 28 janvier 1968  | 12e journée | USM Annaba     | ext. | 2-0      |                                           |            |
| 11 février 1968  | 13e journée | ES Sétif       | dom. | 1-1      | Achour 10e                                |            |
| 18 février 1968  | 14e journée | JSM Skikda     | ext. | 3-1      |                                           |            |
| 10 mars 1968     | 15e journée | NA Hussein Dey | dom. | 2-0      |                                           |            |
| 24 mars 1968     | 16e journée | USM Bel-Abbès  | ext. | 3-0      |                                           |            |
| 31 mars 1968     | 17e journée | MC Oran        | dom. | 1-0      | Kalem 65e                                 |            |
| 14 avril 1968    | 18e journée | MC Saïda       | ext. | 0-0      | -                                         |            |
| 21 avril 1968    | 19e journée | ES Guelma      | dom. | 1-3      |                                           |            |
| 28 avril 1968    | 20e journée | RC Kouba       | ext. | 3-2      |                                           |            |
| 26 mai 1968      | 21e journée | ASM Oran       | dom. | 3-0      | Boussaada 49e Lemoui 62e Selmi 65e        |            |
| 16 juin 1968     | 22e journée | MO Constantine | ext. | 0-2      |                                           |            |

#### Classement final
Le classement est établi sur le barème de points suivant : une victoire vaut 3 points, un match nul 2 points et une défaite 1 point.
| Rang | Équipe           | Pts | J  | G  | N | P  | Bp | Bc | Diff |
| ---- | ---------------- | --- | -- | -- | - | -- | -- | -- | ---- |
| 1    | ES Sétif C       | 49  | 22 | 9  | 9 | 4  | 32 | 22 | +10  |
| 2    | MC Oran          | 49  | 22 | 10 | 7 | 5  | 28 | 21 | +7   |
| 3    | CR Belcourt      | 48  | 22 | 11 | 4 | 7  | 39 | 24 | +15  |
| 4    | NA Hussein Dey T | 47  | 22 | 9  | 7 | 6  | 37 | 28 | +9   |
| 5    | ES Guelma        | 45  | 22 | 10 | 3 | 9  | 37 | 30 | +7   |
| 6    | RC Kouba         | 44  | 22 | 7  | 8 | 7  | 32 | 25 | +7   |
| 7    | USM Annaba       | 43  | 22 | 7  | 7 | 8  | 23 | 25 | -2   |
| 8    | MC Saïda         | 42  | 22 | 7  | 6 | 9  | 31 | 33 | -2   |
| 9    | ASM Oran         | 42  | 22 | 8  | 4 | 10 | 23 | 41 | -18  |
| 10   | USM Bel-Abbès P  | 41  | 22 | 5  | 9 | 8  | 21 | 21 | 0    |
| 11   | JSM Skikda P     | 41  | 22 | 7  | 5 | 10 | 23 | 32 | -9   |
| 12   | MO Constantine   | 37  | 22 | 6  | 3 | 13 | 25 | 49 | -24  |

Résultat
- Champion d'Algérie 1967-1968

Relégation
- Relégation en Nationale II

Abréviations
T : Tenant du titre

C : Vainqueur de la Coupe d'Algérie 1967-1968

P : Promus de Nationale II

### Coupe d'Algérie

#### Rencontres
| Date             | Tour                       | Adversaire | Stade (ville)        | Résultat | Buteurs pour le CRB  |
| 9 décembre 1967  | Trente-deuxièmes de finale | -          | -                    |          | -                    |
| 23 décembre 1967 | Seizièmes de finale        | JS Kabylie | -                    | 3 - 0    | Lalmas (x3)          |
| 3 février 1968   | Huitièmes de finale        | MC Oran    | -                    | 2 - 1    | Selmi 43e, Matem 80e |
| 25 février 1968  | Quart de finale            | USM Annaba | Akid Chabou (Annaba) | 1 - 3    | Lalmas 20e           |

## Statistiques

### Meilleurs buteurs
- 15 buts : Mokhtar Kalem
- 6 buts : Selmi
- 4 buts : Bacha
- 2 buts : Benakil; Lemoui; Achour et Boudjenoun
- 1 but' : Abbès; Hamiti; Djemaâ; Boussaâdi et Messahel.